# Râul Valea Glăjăriei, Gurghiu
Râul Valea Glăjăriei este un curs de apă, afluent al râului Gurghiu. 